# 環境人文学
環境人文学（かんきょうじんぶんがく、英: Environmental humanities）とは、言語・倫理・価値観の問題から人間と自然の関係をとらえなおす学問を指す。環境学は主にデータや統計などの実証的な方法をとるが、環境人文学は定量化されにくい面に注目し、歴史的経緯や民族誌、文芸作品の表現、倫理的な問題などを研究する。環境問題についての人文学的な研究は1960年代から進められ、分野を横断する学際的な活動によって2010年代以降に環境人文学が形成された。
環境人文学は、自然と人間、自然と文化といった二項対立的な図式ではないアプローチをとる。これは環境に関する他の学術分野にも共通する特徴である。各分野による協働研究が行われており、学際性や分野横断性という言葉でも表現される。学際性とは異分野の情報交換にとどまらず、環境問題に新しいアプローチをするための交流や実験の場としても表される。環境人文学では作家と学者によるコラボレーションも多い。
環境人文学は、環境問題の根本にあるものとして歴史・文化・価値の問題に着目する。科学技術が自然に対する知見をもたらすのに対して、人間がどのような自然のありようを望むのかを研究する。研究を通して、文化ごとの自然観の違いにも着目する。人間と自然の再検討は、21世紀から普及が進んでいる人新世の概念とも関連している。人類の活動が全地球に地質学的スケールで影響を与えている状況が明らかになり、文化と自然を切り離さずに環境問題を考えることが共有されていった。

## 学際性
含まれる分野として、環境人類学、環境心理学、環境言語学、環境社会学、環境史、エコクリティシズム（環境文学研究）、環境教育、環境コミュニケーション研究、環境メディア研究、環境宗教学などがある。
文学研究者スティーブン・ハートマン（Steven Hartman）と考古学者フィリップ・バックランド（Philip Buckland）は環境人文学を視覚化した図を作成し、花びらによって諸分野の重なり合いを表現した。2人が選んだ諸分野の内容は、歴史、文学、哲学、人類学、人文地理学、考古学などで構成されている。研究者によって掲載する分野は異なり、ウルズラ・ハイザ（Ursula Heise）は、環境思想、哲学、環境史、環境文学研究、文化人類学、生物人類学、文化地理学、政治形態学、コミュニケーション・メディア研究、ジェンダー研究、宗教学を選んでいる。

### 人間観の再考
環境人文学が分野横断的な研究をする理由はいくつかあげられている。その1つに、人間観の再考がある。「人間」という概念は環境における行為者として自明とされているが、その他にもさまざまな概念を含みうるものであり、その表現が環境人文学の役割だとする議論がある。また、「人文学」という概念そのものを再考する役割が環境人文学にあるという議論もある。

### マルチスピーシーズ民族誌
人間観の再考についての研究として、人類学や生物学との学際的な研究も行われる。たとえばコミュニケーションという語を人間の外にも拡張し、人間同士だけではなく、人間と他の生物種、人間と場所や物体との接触にも拡げて考察する。他の生物種には、人間の体内で共生している微生物、ウイルス、食用に育てたり共に生活する動植物などが含まれる。こうしたアプローチは、複数生物種の関係を研究するマルチスピーシーズ民族誌とも関連しており、環境人類学やポストコロニアル理論との協働が行われる。

### 文芸作品
ネイチャーライティングや環境文学と呼ばれる作品とも密接に関連している。ネイチャーライティングは自然環境と人間の関係をめぐる文芸作品を指し、アメリカでは19世紀中頃からラルフ・ウォルドー・エマソンやヘンリー・デイヴィッド・ソローらによって確立されていった。この頃から自然保護の運動もアメリカで始まる。レイチェル・カーソンの『沈黙の春』（1962年）によって自然保護に公害対策も含まれ、地球環境全体が考えられるようになった。1970年代以降はエコクリティシズムという用語が使われるようになり、1990年代以降は環境と文学の学際的な学術会議や学術誌も始まった。

### 気候変動
学際的な研究は、環境問題の解決でも必要とされる。たとえば地球温暖化などの気候変動については、自然科学的な観点だけで温室効果ガスの削減を訴えても解決せず、政治的・社会的・文化的・情動的な面も考える必要がある。

### 都市
人間観の再考は、人間のアイデンティティとともに人間が住む都市にも向けられる。都市はアメリカにおいては原野（ウィルダネス）、イギリスにおいては田園（パストラル）、日本においては里山などと対比されて自然のない空間として伝統的に解釈されていたが、その解消が論じられている。また、都市は人間によって建設されたが、人間以外の生物も生息している。これが新たな生態系として研究対象とされており、都市農業、アーバニズム（都市主義）、バイオフィリック・デザインなどが関連する。

## 研究史
1960年代から環境をめぐる学際的な研究が行われており、環境人文学は1970年代の環境哲学、1980年代の環境史、1990年代のエコクリティシズムなどを基盤としている。中でも1960年代から1970年代にかけての環境学は自然科学者、技術者、法律家、政策提案者らの橋渡しをする役割をもっていた。
環境人文学に先駆けた学際的な取り組みとして、「水俣病問題をめぐる不知火海総合調査」（1976年）がある。作家の石牟礼道子の要請により、社会学者の色川大吉、鶴見和子、哲学者の市井三郎らを中心メンバーとする約20名のメンバーが設立した。目的は、不知火海の沿岸住民の水俣病と近代化による被害の実態の総合的な学術調査にあり、歴史、民俗、社会学、経済、生物のグループに分かれて調査や討論を行った。その成果は1983年に『水俣の啓示 - 不知火海総合調査報告書』として出版された。
オーストラリアでは2004年から生態人文学（Ecological humanities）の研究が進み、民族誌学者デボラ・バード・ローズらが活動した。その成果として2012年に学術誌『Environmental humanities』や『Resilience: A Journal of the Environmental Humanitie』が創刊されて環境人文学が広まっていった。創刊時にはニューサウスウェールズ大学が中心となり、その後アメリカ、カナダ、スウェーデンの大学との国際的な協同が行われている。『Environmental humanities』は、会員登録が不要なオープンアクセスの電子ジャーナルという特徴を持つ。
2012年には大規模な分野横断的研究として「アイスランド・サーガに環境の記憶を刻むこと」（IEM）が開始された。このプロジェクトは、環境研究の北欧ネットワーク（NIES）、北大西洋生物文化機構（NABO）、グローバル・ヒューマン・エコダイナミックス連合（GHEA）の協働による。アイスランドをフィールドとして、先史からの物理証拠を研究するために歴史、地理学、考古学、古生態学、文学、デジタル人文学の専門家が参加した。2015年に地球環境研究の国際プログラムとしてフューチャー・アースが始まり、スティーブン・ハートマンは公式ブログに「ブラックボックスの開封 - 統合的環境人文学の必要性」を発表し、人文学が自然科学や政策決定に関わることを提案した。